# کارلوس گارسیا کسادا (دوچرخه‌سوار)
کارلوس گارسیا کسادا (اسپانیایی: Carlos García Quesada‎؛ زادهٔ ۱۸ آوریل ۱۹۷۸) دوچرخه‌سوار اهل اسپانیا است.